# Eugen Herovanu
Eugen N. Herovanu (n. 13 septembrie 1874, Piatra-Neamț, Neamț, România – d. 31 decembrie 1956, București, România) a fost un jurist, prozator și om politic român, care a îndeplinit funcția de primar al municipiului Iași (1922).

## Biografie
Eugen N. Herovanu s-a născut la data de 13 septembrie 1874 în orașul Piatra Neamț. A absolvit Liceul Național din Iași în anul 1896 și apoi Facultatea de Drept din cadrul Universității "Al. I. Cuza" din Iași, obținând licența în drept, în anul 1900. Ulterior a obținut titlul științific de doctor în drept la Bruxelles în 1903. 
Între anii 1900-1929, Eugen Herovanu și-a desfășurat activitatea didactică, literară și socială la Iași. A fost avocat (1900-1929), decan al Baroului din Iași (1918-1928), profesor de procedură civilă la Facultatea de Drept din Iași, până în 1929, când s-a transferat la București. De asemenea, a intrat în politică și a deținut funcțiile de deputat (1912) și primar al Iașului (1922). 
În anul 1929, s-a transferat ca profesor de procedură civilă la Facultatea de Drept din București, unde a predat până la pensionarea sa, în anul 1939. În domeniul științei dreptului românesc, Eugen Herovanu a publicat mai multe lucrări, din care menționăm: "Condiția juridică a străinilor în evoluția dreptului" (1900), "Tratat teoretic și practic de procedură civilă" (1915), "Principiile procedurei judiciare" (1932), "Teoria execuției silite" (1942), "Pagini de practică judiciară și extrajudiciară" (1944). 
După cel de-al doilea război mondial, s-a alăturat forțelor antifasciste. Eugen Herovanu a încetat din viață la București, la 31 decembrie 1956 și a fost înmormântat la Cimitirul Bellu.

## Activitate literară
Pe lângă activitatea sa didactică și de avocat, Eugen Herovanu a publicat câteva volume de poezii și proză. Menționăm următoarele:
- Dragoste și răzbunare (Iași, 1897)
- Patria (Iași, 1905) - roman
- Răni vechi (Iași, 1902)
- Zile de zbucium (Iași, 1916)
- Pe marginea epopeei: însemnări din timpul războiului (Tipografia Națională, Iași, 1919)
- Încotro ne duce destinul (Iași, 1926)
- Călătorul romantic, Editura Universală, 1938, 274 p.

Cartea reprezentativă a lui Eugen Herovanu este "Orașul amintirilor" (1935), în care prezintă cu nostalgie și iubire personalități, monumente, evenimente din viața socială și culturală a Iașului de odinioară. El este menționat în prezent în principal ca un "cronicar al Iașului".